# Граб I
Граб (др.-греч. Γράβος) — иллирийский правитель второй половины V века до н. э.
По мнению П. Кабана, Граб был первым историческим иллирийским царём.
Когда Афины в 430 годах до н. э. проявили заинтересованность в землях у Эпидамна, между ними и Грабом был заключен союз.
Около 424 года до н. э. у македонского царя Пердикки II возник конфликт с правителем верхнемакедонской области Линкестида Аррабеем. На помощь македонянам прибыл спартанский отряд во главе с Брасидом. Отношения между союзниками были сложными, но им удалось разбить линкестийцев. Однако затем в поддержку Аррабея выступили перешедшие на его сторону иллирийцы, возглавляемые, по замечанию В. Хеккеля, Грабом или же его сыном Сирром. После этого македоняне тайно поспешно ушли, а спартанцы, оставшись одни, были также вынуждены отступить.
Как отметили авторы Кембриджской истории древнего мира, потомком Граба I был, несомненно, Граб II.